# Märramyrens naturreservat
Märramyrens naturreservat är ett naturreservat i Torsby kommun i Värmlands län.
Området är naturskyddat sedan 2020 och är 2024 hektar stort. Reservatet ligger väster om Klarälven i nordligaste Värmland vid norska gränsen och består av ett våtmarksområde.
Området utgör även ett natura2000-område.